# Trilliard
Un trilliard est, en échelle longue, l'entier naturel qui vaut 1021 (1 000 000 000 000 000 000 000). Ce nombre est égal à 1 000 0003,5, ou encore mille trillions. Mille trilliards est égal à un quadrillion (1024).
En échelle courte, le nombre 1021 est appelé sextillion.
Dans le Système international d'unités, le nombre 1021 est noté par le préfixe Z (zetta).